# Diamanten regeringsjubileum van Elizabeth II

Monogram van het diamanten regeringsjubileum van koningin Elizabeth II.

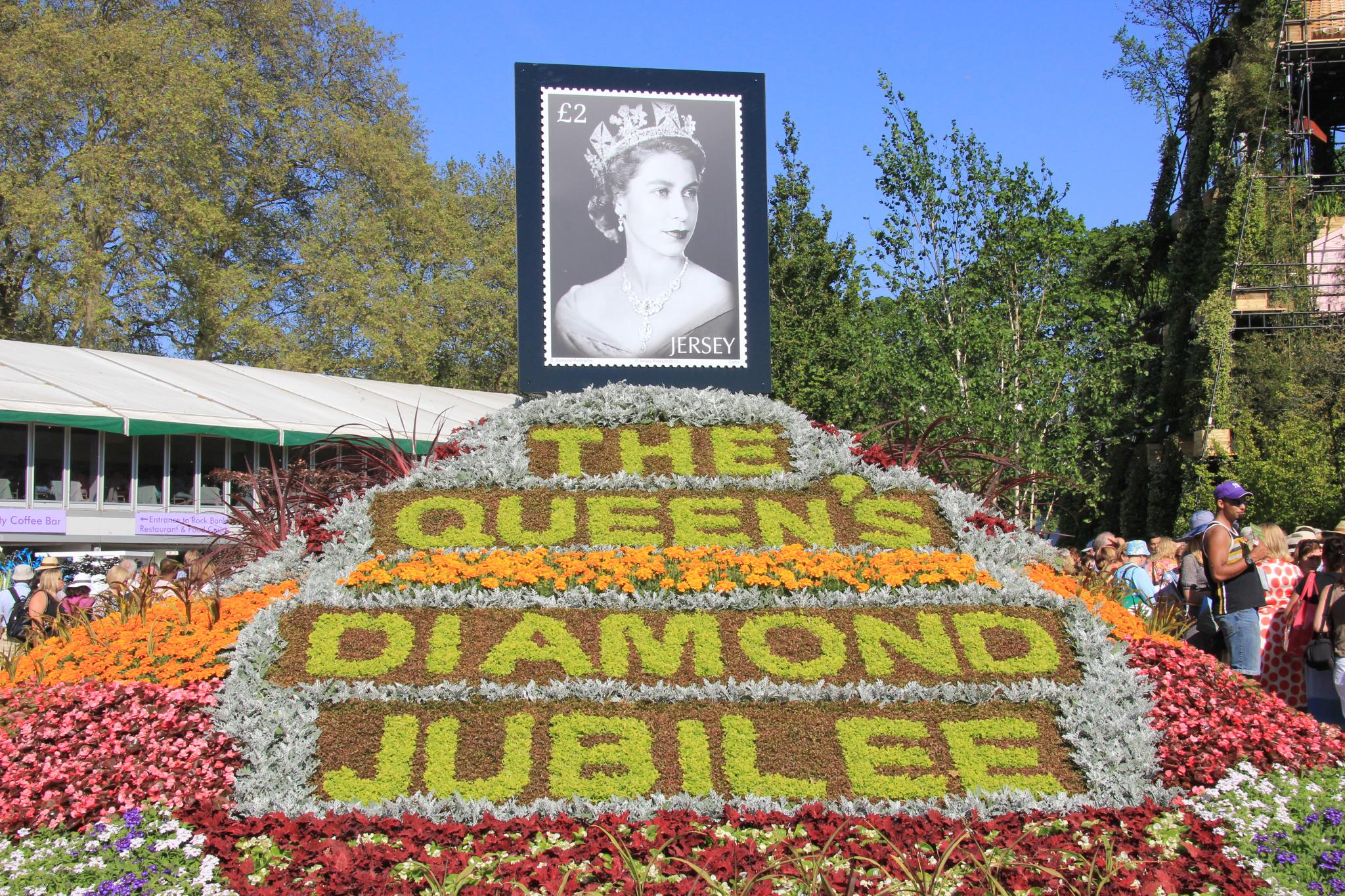
Bloemwerk in Chelsea met de beeltenis van Elizabeth II.

Het diamanten regeringsjubileum van koningin Elizabeth II (Engels: Diamond Jubilee of Elizabeth II) omvat alle festiviteiten in 2012 ter gelegenheid van de 60e verjaardag van de troonsbestijging van Elizabeth II van het Verenigd Koninkrijk.
Koningin Victoria was tot 2012 de enige die een diamanten regeringsjubileum als vorst van het Verenigd Koninkrijk kon vieren. Naar traditie werd er een Diamond Jubilee-medaille uitgereikt in diverse landen en worden er feestdagen en evenementen georganiseerd in het gehele Gemenebest. De plannen voor deze festiviteiten werden besproken op de Commonwealth Heads of Government-bijeenkomst in 2011.

## Fonds
Op de Commonwealth Heads of Government-bijeenkomst in 2011, in Perth, maakte de Britse premier David Cameron bekend dat ere van het jubileum een speciaal Queen Elizabeth Diamond Jubilee Fonds zou worden opgericht. Dit fonds werd op 6 februari 2012 gestart en staat onder leiding van oud-premier John Major. Het fonds ondersteunt goede doelen en -projecten in het Gemenebest op het gebied van gezondheidszorg en -onderzoek en de promotie van alle vormen van cultuur en onderwijs. De Australische Queen-in-Council droeg A$5,4 miljoen bij, de Nieuw-Zeelandse Council volgde met een donatie van $1 miljoen. De Canadese regering maakte in april bekend dat oud-premier Jean Chrétien Canada zou vertegenwoordigen binnen het fonds.

## Evenementen en vieringen

### Gemenebest en wereldwijd

#### Diamond Jubilee Pageant
Het eerste grote evenement dat ter gelegenheid van het jubileum werd georganiseerd was de Diamond Jubilee Pageant: een grote ruiterstoet op het terrein van Windsor Castle. Dit evenement werd georganiseerd ter ere van de bezoeken die de koningin bracht aan meer dan 250 landen en haar passie voor paarden. De show bestond uit 550 paarden en 1100 ruiters van over de hele wereld en vond plaats op de avonden van 10, 11 en 13 mei, na afloop van de activiteiten van de Royal Windsor Horse Show. De koningin was bij de laatste avond aanwezig.

#### Lunch en diner voor monarchen
Op 18 mei organiseerde Elizabeth II een informele lunch op Windsor Castle voor meer dan twintig regerende vorsten van andere landen. Namens Nederland was koningin Beatrix aanwezig. 's Avonds hielden prins Charles en Camilla een diner voor de meeste van deze gasten. Koningin Elizabeth was hierbij niet aanwezig. Er ontstond kritiek op deze bijeenkomst omdat de koning van Bahrein hierbij aanwezig was, ondanks protesten tegen de regering van Bahrein in 2011. Tijdens het diner vonden protesten plaats voor Buckingham Palace, hoewel de koning zelf niet aanwezig was bij dit diner.

#### Thames Diamond Jubilee Pageant

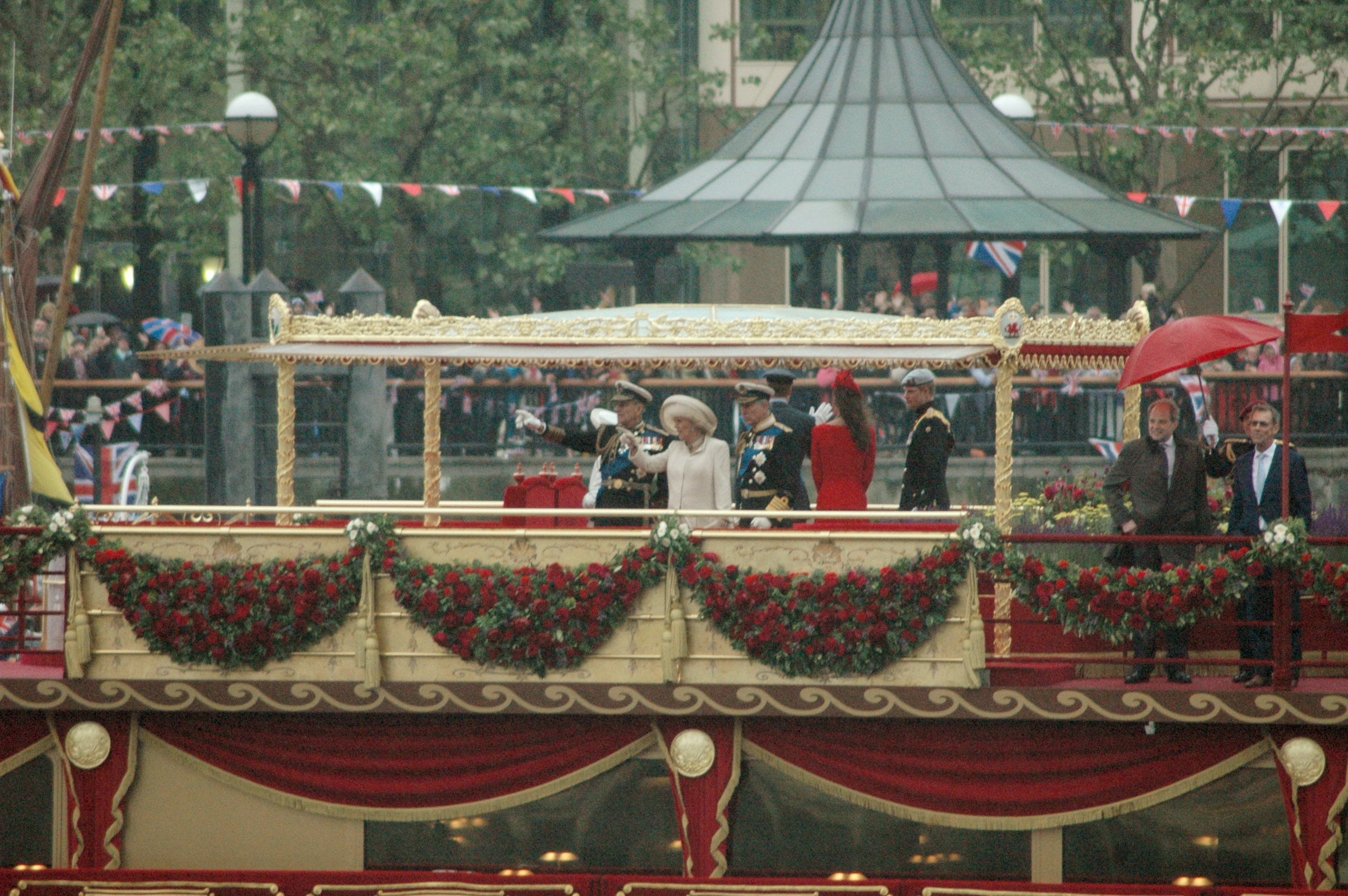
Elizabeth II neemt de vlootschouw af.

Op 3 juni vond een vlootschouw plaats van meer dan 1000 boten, die voor de gelegenheid vanuit het gehele Gemenebest naar de Theems waren gekomen. De vlootschouw werd afgenomen door Elizabeth II en prins Philip, ook de andere leden van de Koninklijke familie waren hierbij aanwezig. De koningin en prins werden verplaatst op speciale sloep; The Spirit of Chartwell. Het was de grootste vlootschouw op de rivier in 350 jaar. Tijdens het evenement waren meer dan een miljoen toeschouwers aanwezig op de kades van de rivier, dit ondanks het zeer slechte weer. De vlootschouw werd in Nederland rechtstreeks uitgezonden door de NOS.

#### Vreugdevuren
Op 4 juni werden verspreid over het Gemenebest meer dan 4000 vreugdevuren ontstoken ter ere van Elizabeth II. Het eerste vuur werd ontstoken in Tonga, hierna volgden onder andere Kenia, Australië, Nieuw-Zeeland, India, Sri Lanka en verschillende Caribische landen. Veteranen van het Britse leger vuren naar de hoogste toppen van het Britse vasteland. Een van deze vuren werd ontstoken nabij het Treetops Hotel in Kenia, waar zij op het moment van het overlijden van haar vader (en dus op het moment van de machtswisseling) was. De koningin ontstak zelf het vuur voor Buckingham Palace op 4 juni om 23.30 uur (Nederlandse tijd) tijdens het Diamond Jubilee Concert. Het concert en de ontsteking werd in Nederland rechtstreeks uitgezonden door de NOS. Canada sloot de wereldwijde viering acht uren later af door daar de laatste vlam te ontsteken.

### Vieringen naar land

#### Australië
De gouverneur-generaal van Australië, Quentin Bryce, maakte bekend dat het diamanten jubileum zou worden gevierd door middel van het "organiseren van nationale- en gemeentelijke evenementen in het gehele Gemenebest". De regering van Queensland maakte bekend dat ter gelegenheid van het bezoek van prins Charles en Camilla een speciale vrije dag zou worden ingelast.
Australië werd tijdens de Diamond Jubilee Pageant vertegenwoordigd door de New South Wales Mounted Police. Oud-premier John Howard bracht tijdens de festiviteiten een bezoek aan Buckingham Palace en werd hier door de koningin benoemd tot lid in de Order of Merit als dank voor zijn politieke inzet. De Royal Australian Mint sloeg een speciale munt van 50-cent ter gelegenheid van het jubileum. In Sydney werd een speciale kerkdienst gehouden en het parlement van Australië stond op 6 februari stil bij het jubileum. Premier Julia Gillard maakte hier bekend dat het plein voor het Parliament House werd omgedoopt tot Queen Elizabeth Terrace. Ook nieuwe waterwerken in Perth kregen haar naam.
Australië verleende ondanks druk vanuit de bevolking geen Medaille voor het Diamanten Jubileum van Elizabeth II aan haar onderdanen. Voor de Australische dragers van het Victoria Cross werd een uitzondering gemaakt. Ook Nieuw-Zeeland verleende geen onderscheiding ter gelegenheid van het jubileum. Canada sloeg een eigen medaille.

#### Canada

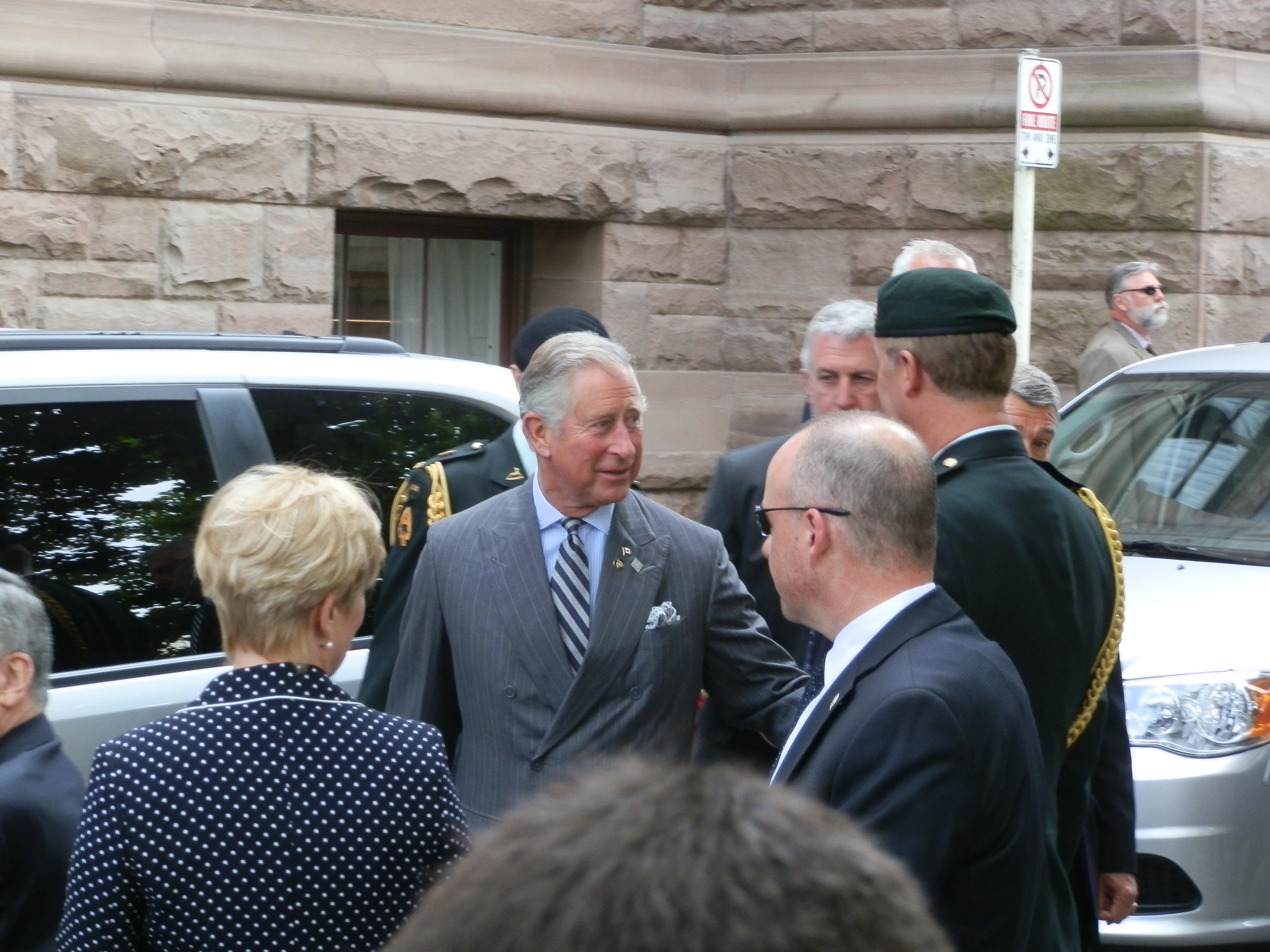
Prins Charles komt aan in Canada.

In Canada werd met een speciale Diamond Jubilee Week stilgestaan bij het diamanten regeringsjubileum. De week begon op Accession Day (6 februari) toen op verschillende plaatsen in het land de Standaard van de Koningin voor Canada werd gehesen op onder meer Rideau Hall en  Parliament Hill. De koningin had hier speciaal toestemming voor gegeven. Naast vele festiviteiten kreeg het land ook koninklijk bezoek toen prins Charles samen met zijn vrouw in mei een bezoek bracht aan het land.

#### Verenigd Koninkrijk
Op 5 januari 2010 maakte de regering bekend dat op 5 juni een extra vrije dag (een zogenaamde bank holiday) werd ingelast. Doordat de voorjaarsvakantie werd verplaatst naar 4 juni resulteerde dit in een vierdaagse vakantie ter ere van het diamanten jubileum. Schotland sloot zich aan bij de vrije dag op 5 juni.
Londen was het toneel van de meeste festiviteiten, waaronder de vlootschouw en het Diamond Jubilee Concert. De overheid had bovendien toestemming gegeven voor vele duizenden straatfeesten. Daarnaast werden er speciale loterijen georganiseerd. Op de laatste dag van de festiviteiten was er een speciale dienst in St. Paul's Cathedral. De koninklijke familie was hier bij aanwezig. Speciaal voor deze dienst is het nummer The Call of Wisdom geschreven door Will Todd.
De Borough of Greenwich ontving ter gelegenheid van het jubileum de speciale status van royal borough. Chelmsford, Perth en St. Asaph kregen stadsrechten. Het Olympisch Park van Londen kreeg na de Olympische Spelen van 2012 de naam Queen Elizabeth Olympic Park. Verder was er een voorstel van het parlement om de klokkentoren van Westminster Palace waar onder meer de Big Ben deel van uitmaakt, de Elizabeth Tower te noemen.